# Dorsoduro
Dorsoduro est un des six sestieri de Venise. Il occupe la partie méridionale de la ville, au sud des sestieri de Santa Croce et San Polo, englobant également les îles situées au sud du canal de la Giudecca (dont l'île de la Giudecca), à l'exception de l'île de San Giorgio Maggiore qui appartient au sestiere de San Marco.
Son nom proviendrait de la nature du terrain, plus ferme que les terres marécageuses environnantes.

## Géographie

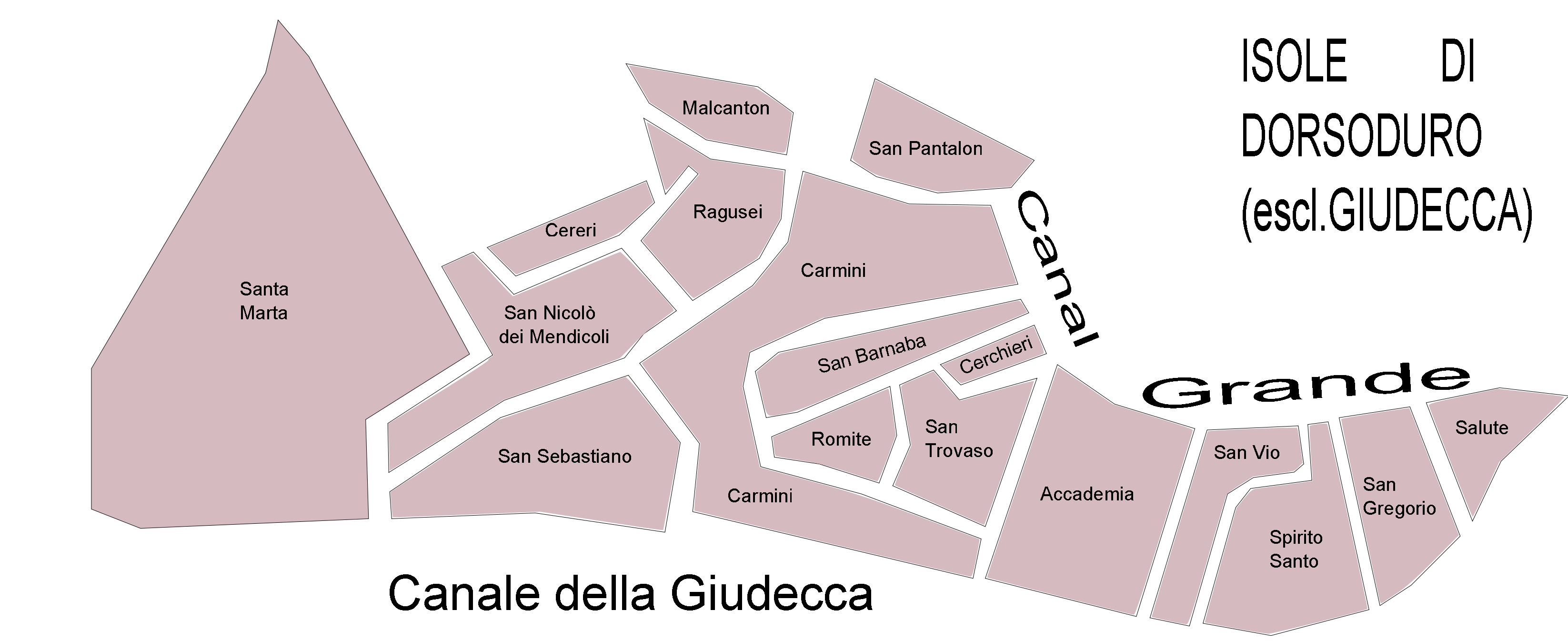
Les îlots de Dorsoduro au nord du canal de la Giudecca.

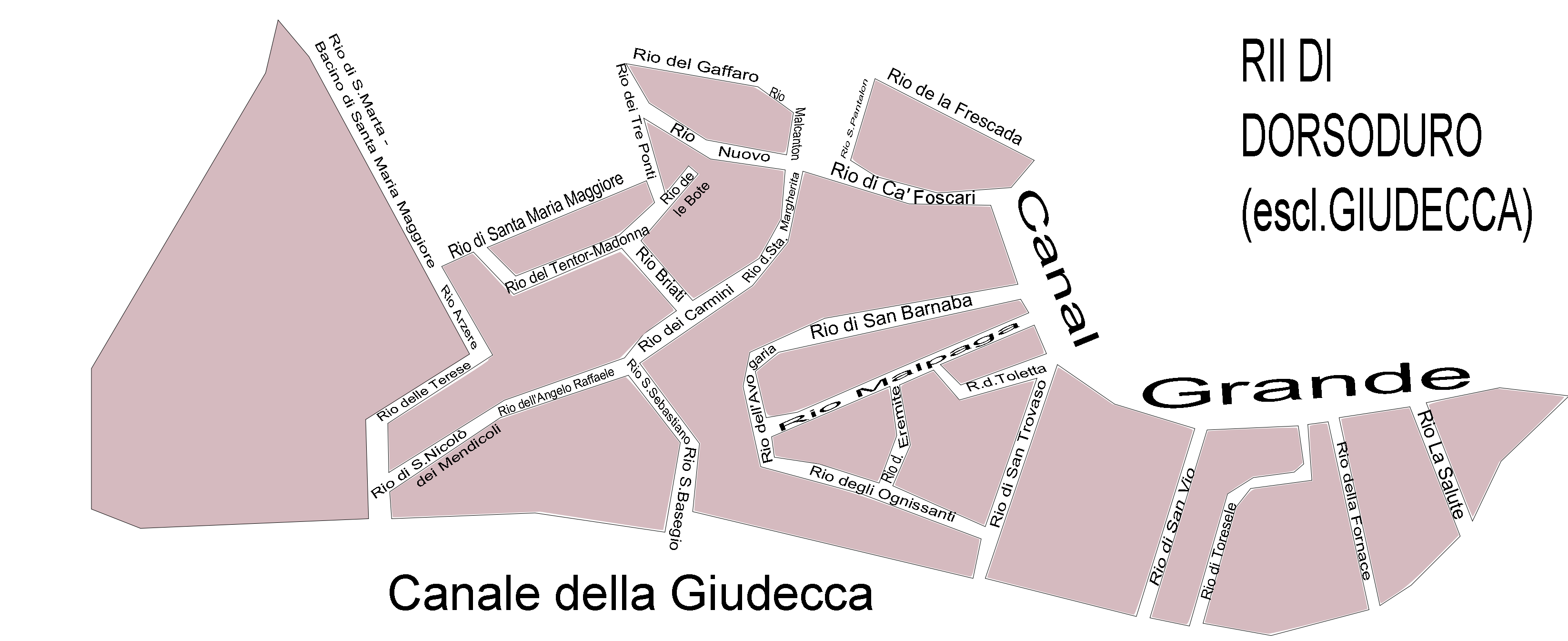
Les canaux de Dorsoduro au nord du canal de la Giudecca.

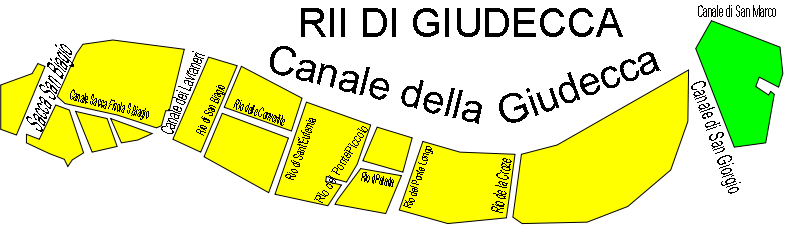
Les canaux de l'île de la Giudecca.

Au nord, le sestiere est séparé de celui de Santa Croce, de l'ouest vers l'est, par la suite des canaux Scomenzera, Santa Maria Maggiore, Rio Nuovo, Malcantòn, Ca' Foscari et San Pantalòn. Le canal de la Frescada le sépare du sestiere San Polo jusqu'au Grand Canal. La limite du sestiere suit le Grand Canal jusqu'à la Douane de mer.
Enjambant le canal de la Giudecca, le sestiere comprend également les îles de la Giudecca, de Sacca Fisola et de Sacca San Biagio à la pointe occidentale de la Giudecca.
Le sestiere est subdivisé en dix contrade ou quartiers :
1. Santa Agnese, autour de l'Église Sant'Agnese ;
2. Anzolo Rafael, autour de l'Église dell'Angelo Raffaele ;
3. San Barnaba, autour de l'Église San Barnaba ;
4. San Basegio, autour de l'Église San Basilio (détruite) ;
5. San Gregorio, autour de l'Église San Gregorio, déconsacrée ;
6. Santa Margherita, autour de l'Église Santa Margherita, déconsacrée ; Campo Santa Margherita
7. San Nicolò dei Mendingoli, autour de l'Église San Nicola di Mira ;
8. San Pantalon, autour de l'Église San Pantaleone ;
9. San Trovaso, autour de l'Église Santi Gervasio e Protasio ; Campo San Trovaso ;
10. San Vio, autour de l'Église San Vito, détruite.

## Histoire
La partie occidentale qui constituait l'île de Mendigola fut colonisée bien avant que le Rialto devienne en 828 le centre vital de Venise. À l'emplacement de cette île, fut construite au XIe siècle l'église San Nicolò dei Mendicoli. Au cours du XVIIIe siècle, grâce à la bonification des marécages saumâtres, de nouveaux terrains apparurent pour permettre la création de structures portuaires, industrielles et de bâtiments populaires.
Les longs quais ininterrompus des Zattere qui bordent, du quartier de San Basegio jusqu'au bassin de Saint Marc, le côté méridional du sestiere furent construits au cours du XVIe siècle quand, margés et pavés, ils remplacèrent les toboggans des nombreux squeri (chantiers navals) qui se penchaient vers les eaux lagunaires.
Les îles adjacentes furent colonisées par la suite jusqu'à la Punta della Dogana (« Pointe de la Douane »), nommée ainsi en raison de l'installation de la « Douane de Mer », elle-même adjacente au bassin de Saint-Marc. La dernière zone bonifiée fut à l'endroit où se trouve aujourd'hui la basilique de la Salute.
La liaison directe piétonne du sestier de Dorsoduro avec le centre de la ville fut garanti avec l'édification du Pont de l'Académie (1854), qui traversa alors le Canalasso après celui du Rialto, ce qui influa fort sur la destinée urbanistique des zones contiguës.

## Églises et monuments
Parmi les églises principales du sestiere, on citera Santa Maria Del Carmini, la Salute située sur un des plus beaux emplacements de Venise au débouché du Grand Canal sur le bassin de San Marco, et Saint Sébastien et ses Véronèse. On citera également San Pantalòn et son plafond en trompe-l'œil, Église dell'Angelo Raffaele, San Nicolò dei Mendicoli, San Barnaba, Ognissanti et San Trovaso. Sur le quai des Zattere longeant le canal de la Giudecca, on peut voir la Visitation, les Gesuati et le Saint-Esprit, tandis que leur font face, sur l'île de la Giudecca, Saint Euphémie, le Rédempteur et les Zitelle.

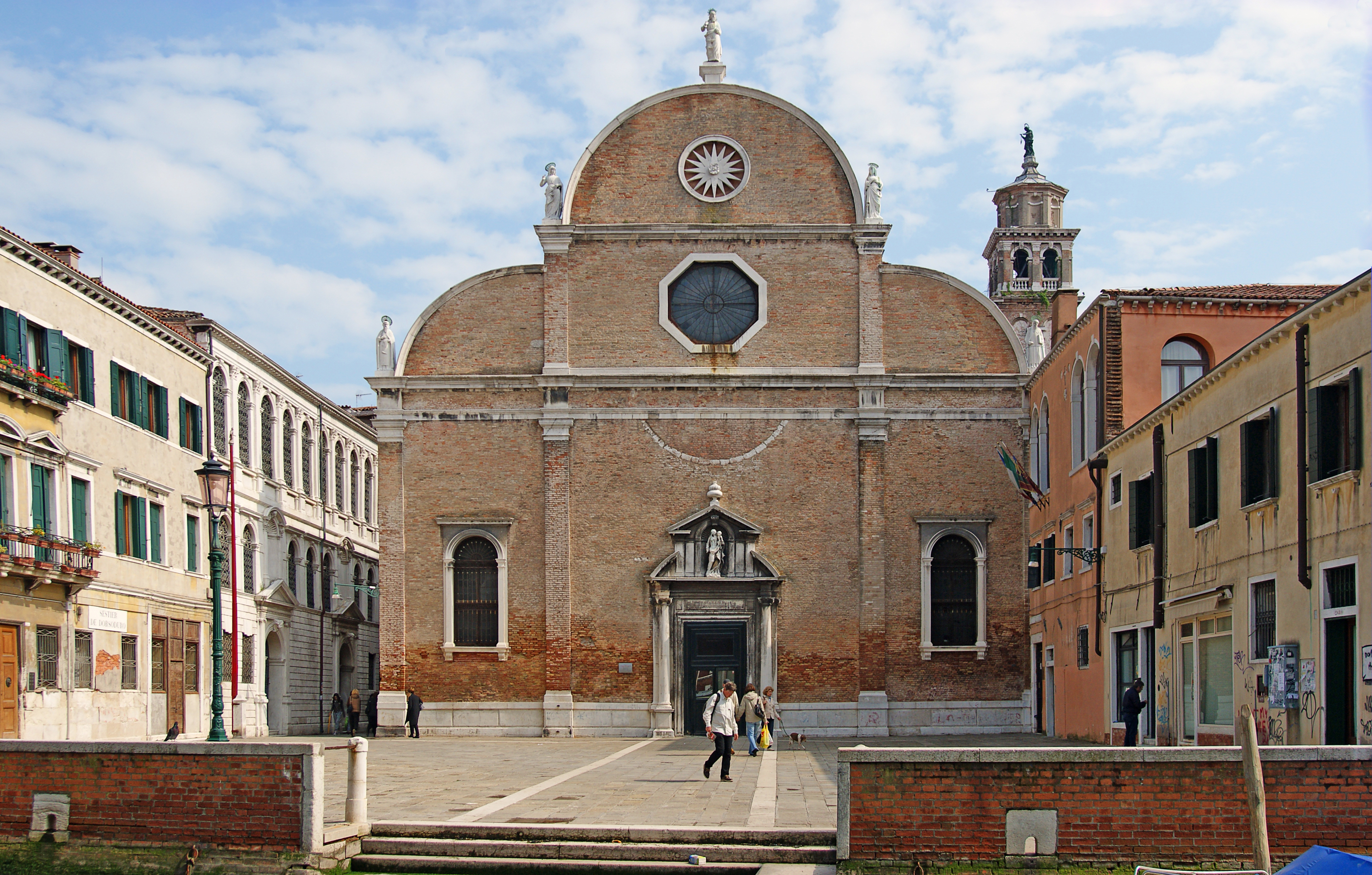
Santa Maria del Carmini
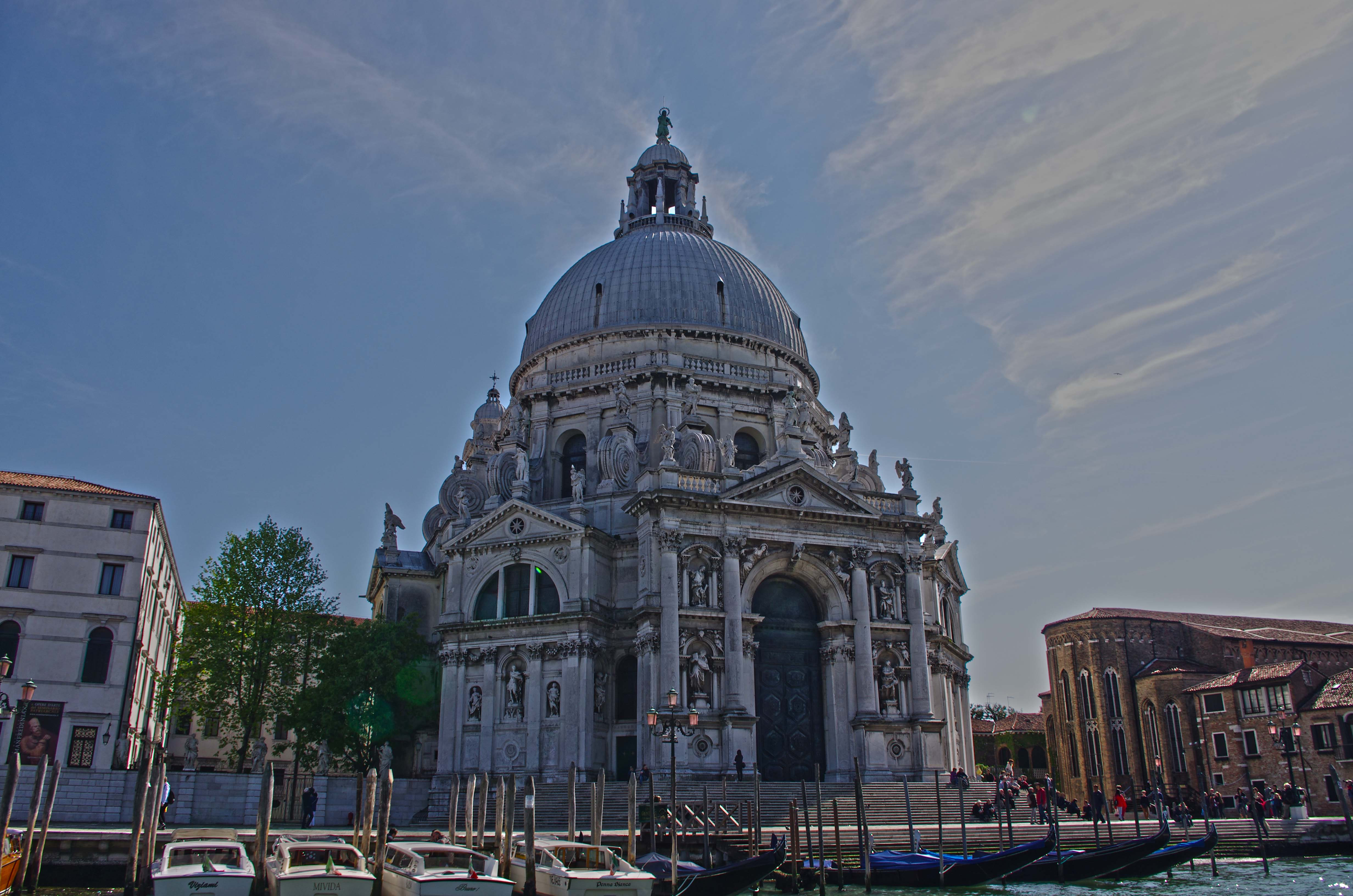
La Salute
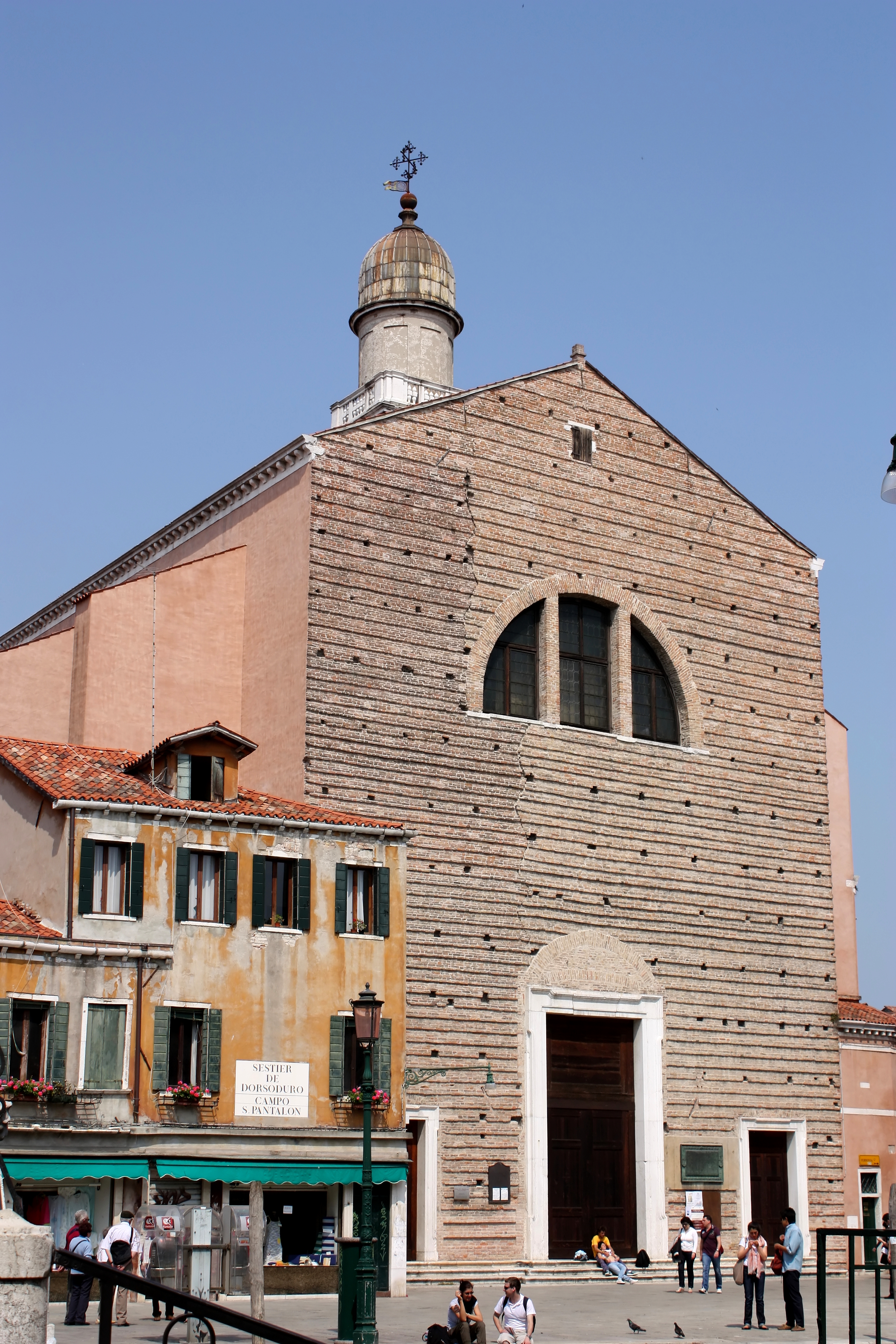
San Pantalon
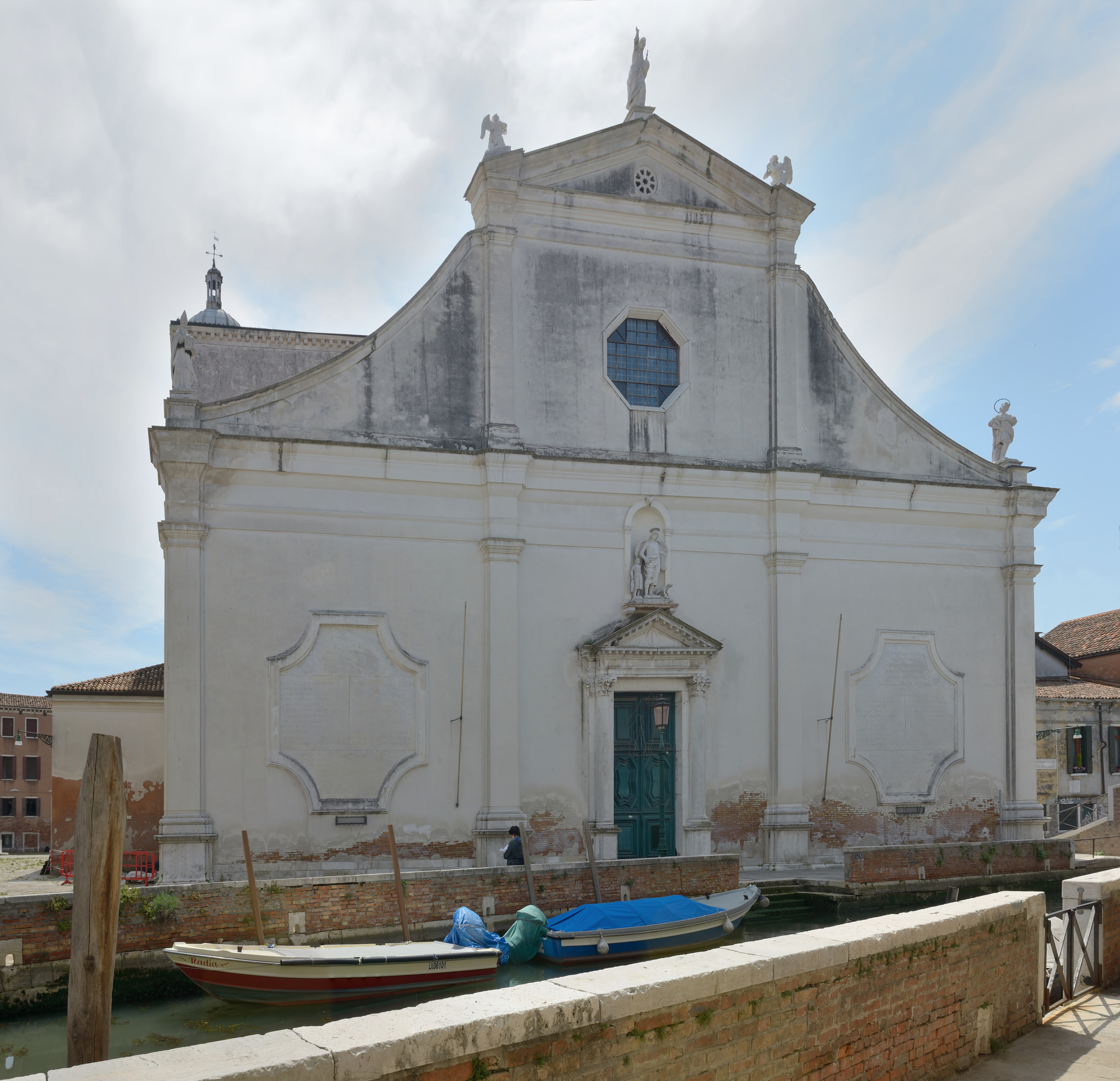
Angelo Raffaele
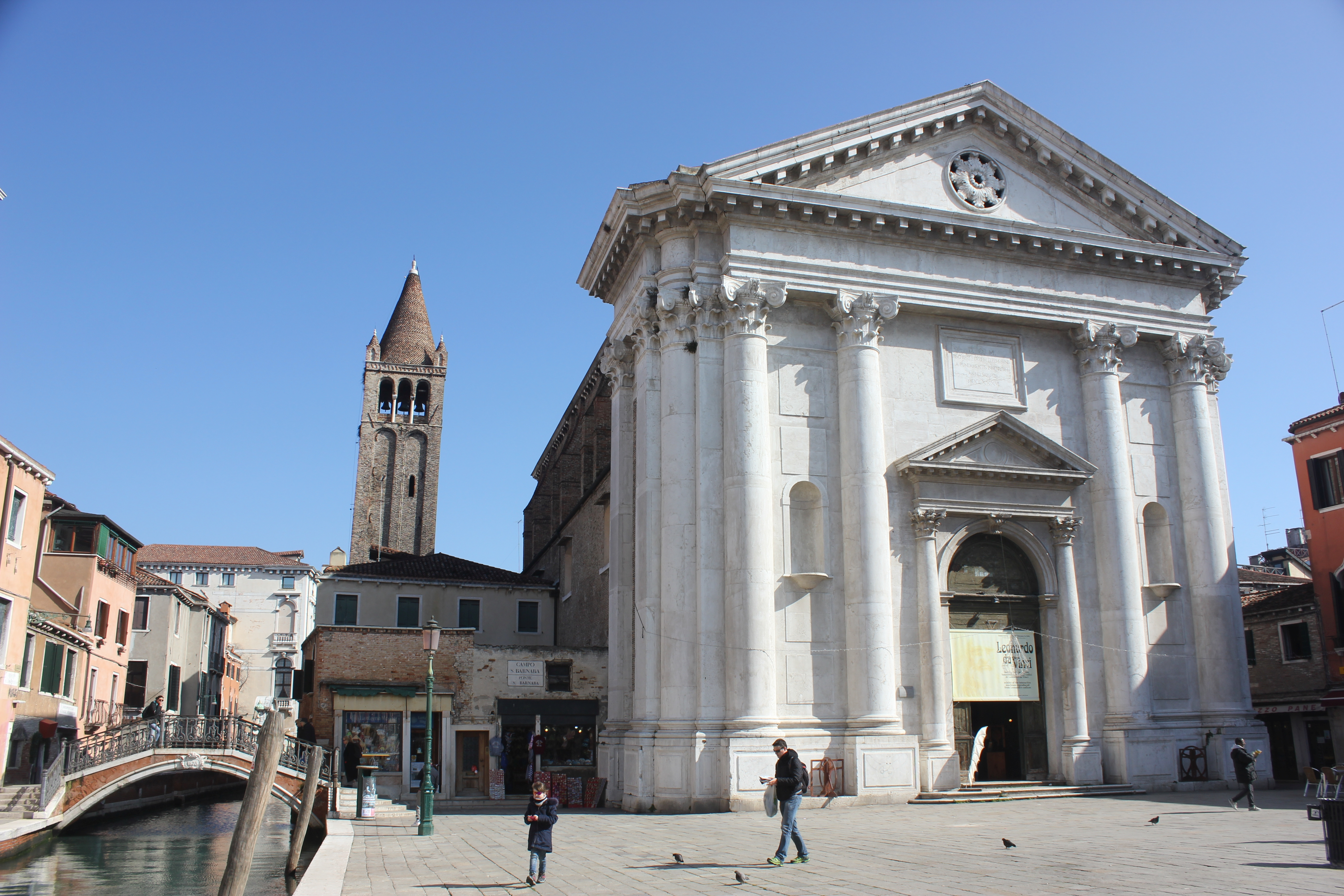
San Barnaba
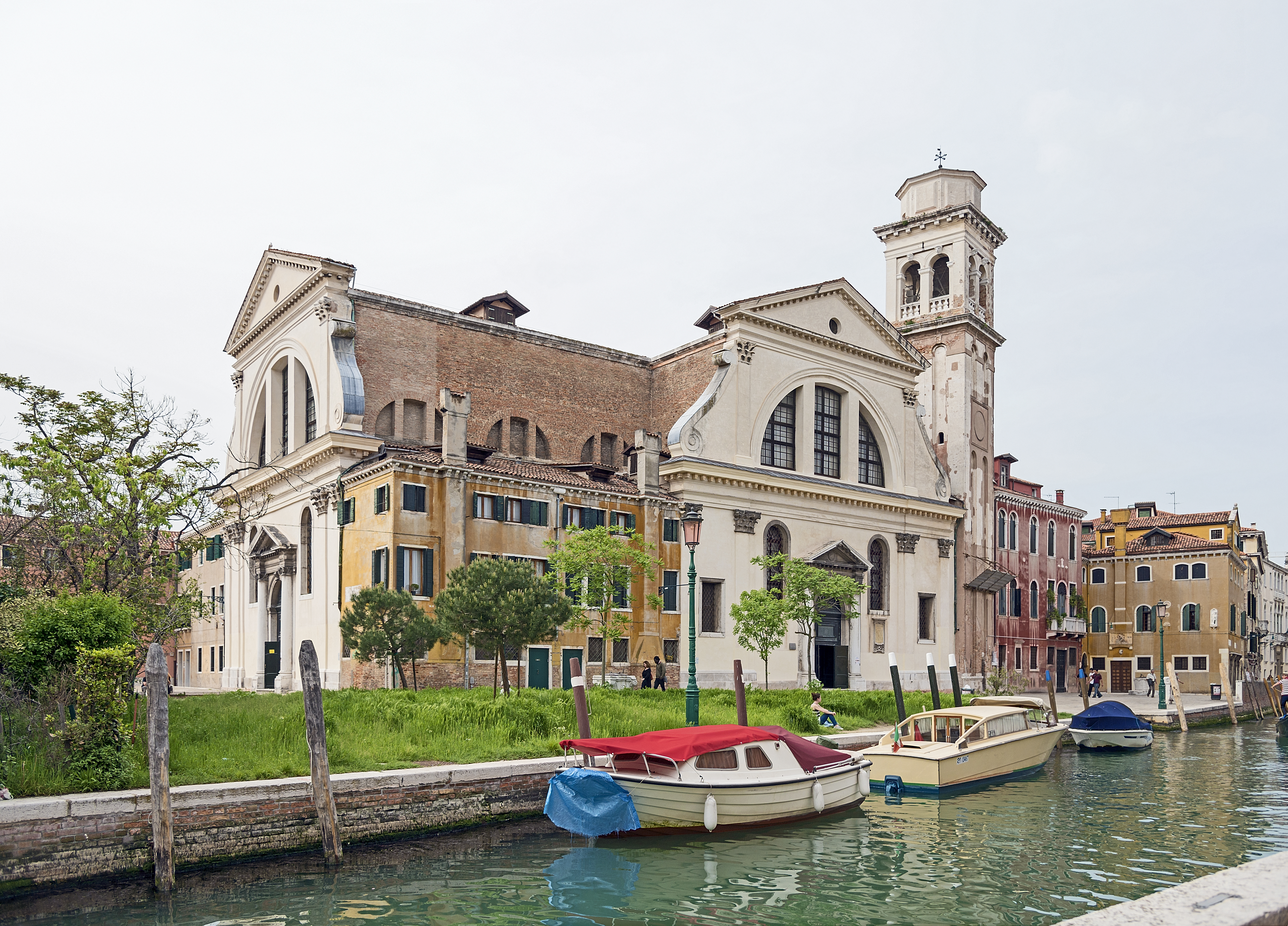
San Trovaso
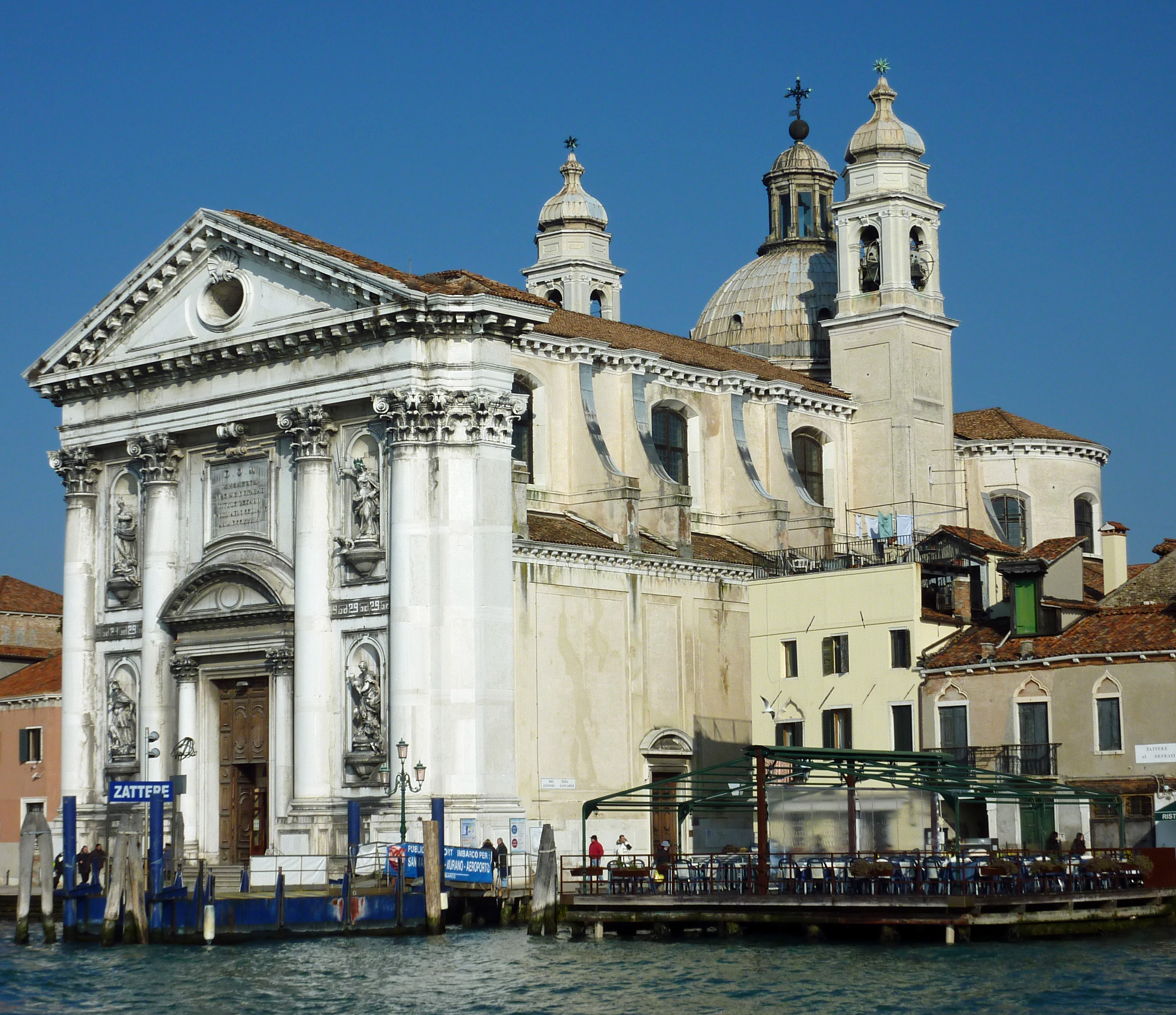
Les Gesuati

## Palais
Parmi les palais, on citera Ca'Rezzonico avec son musée du XVIIIe siècle, le Palazzo Moro, le Palazzo Loredan,  le  Ca' Dolfin, le Ca' Masieri, le Palazzo Barbarigo et Ca'Dario, tous sur le Grand Canal.

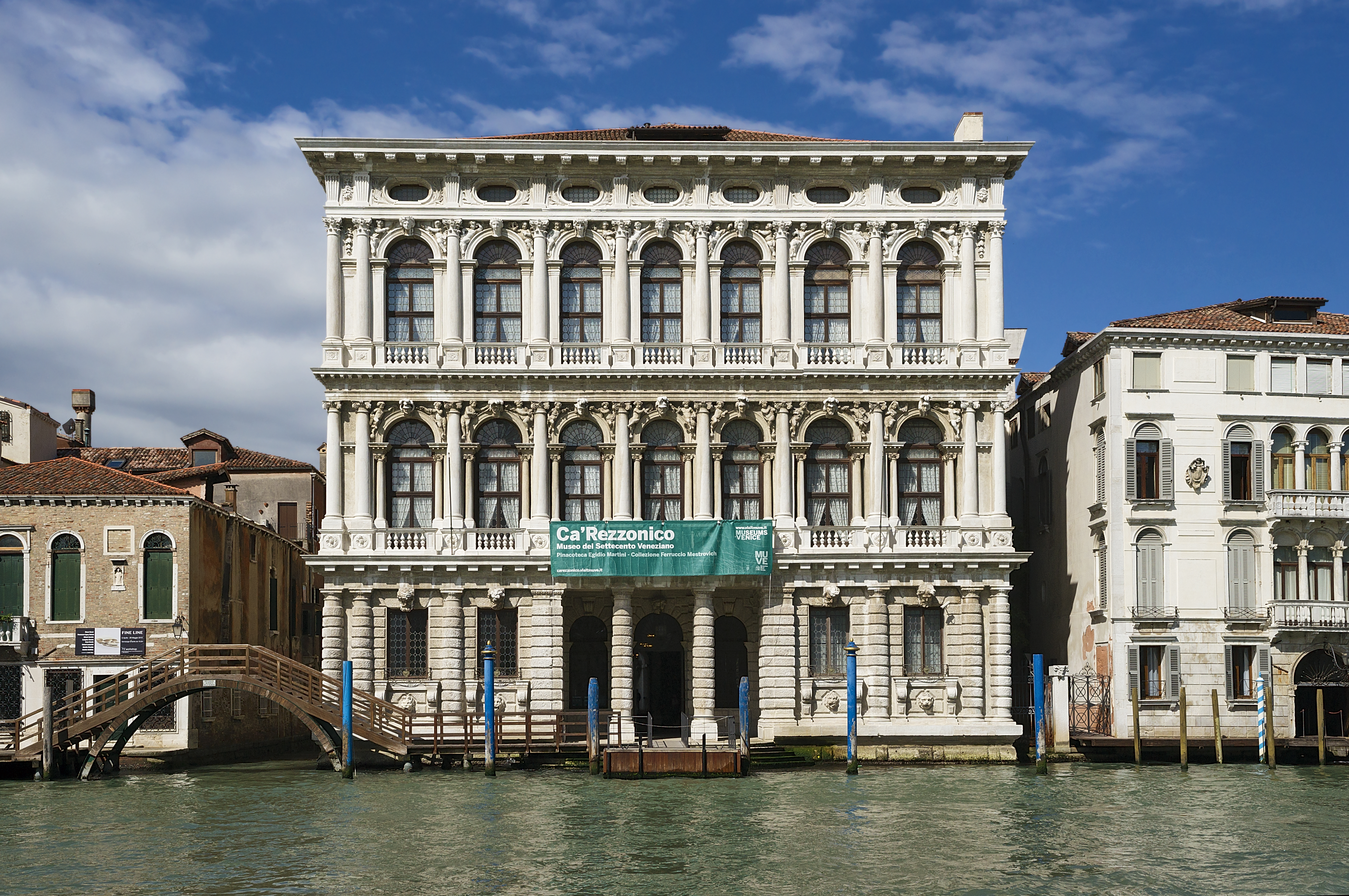
Ca' Rezzonico
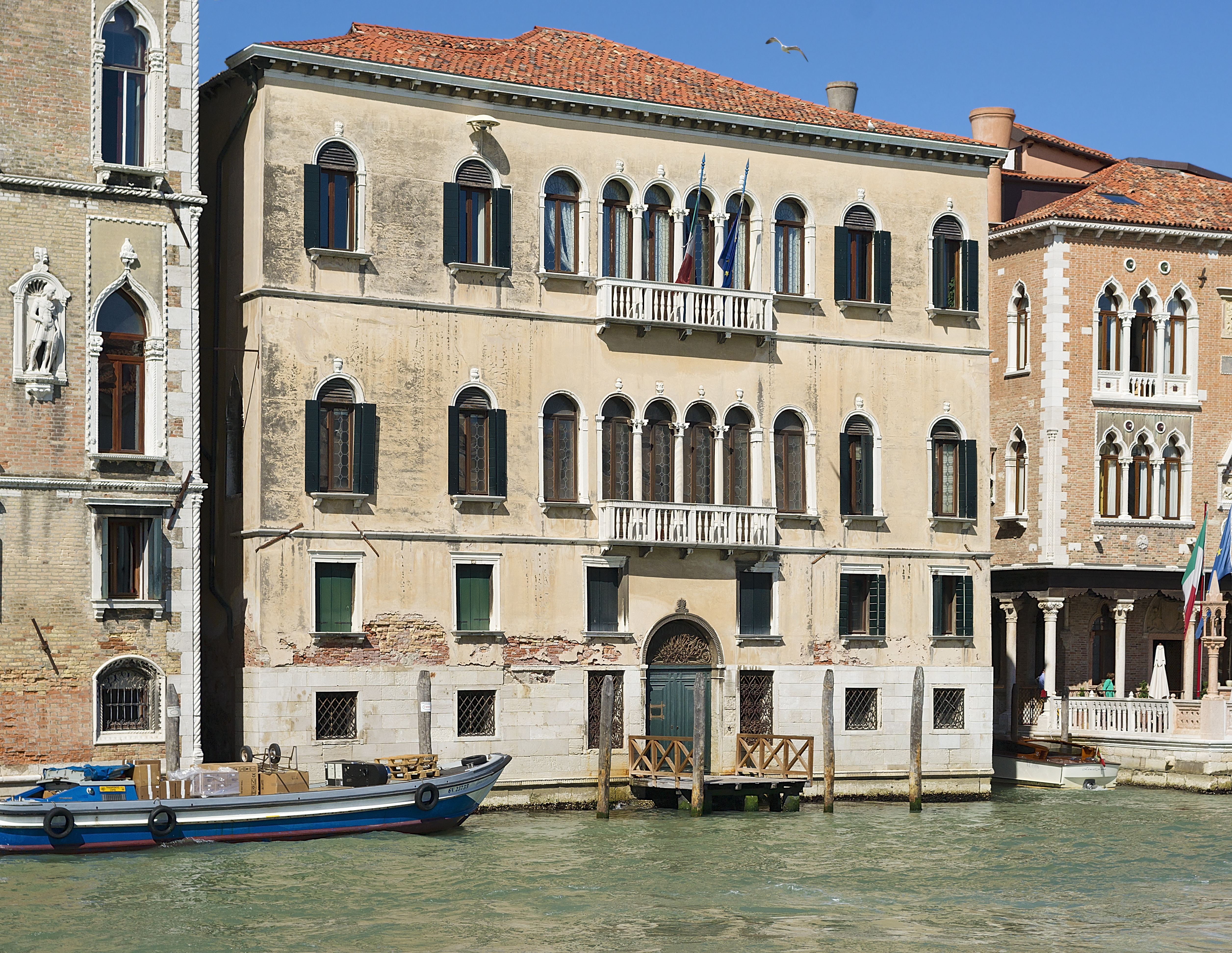
Le palais Moro
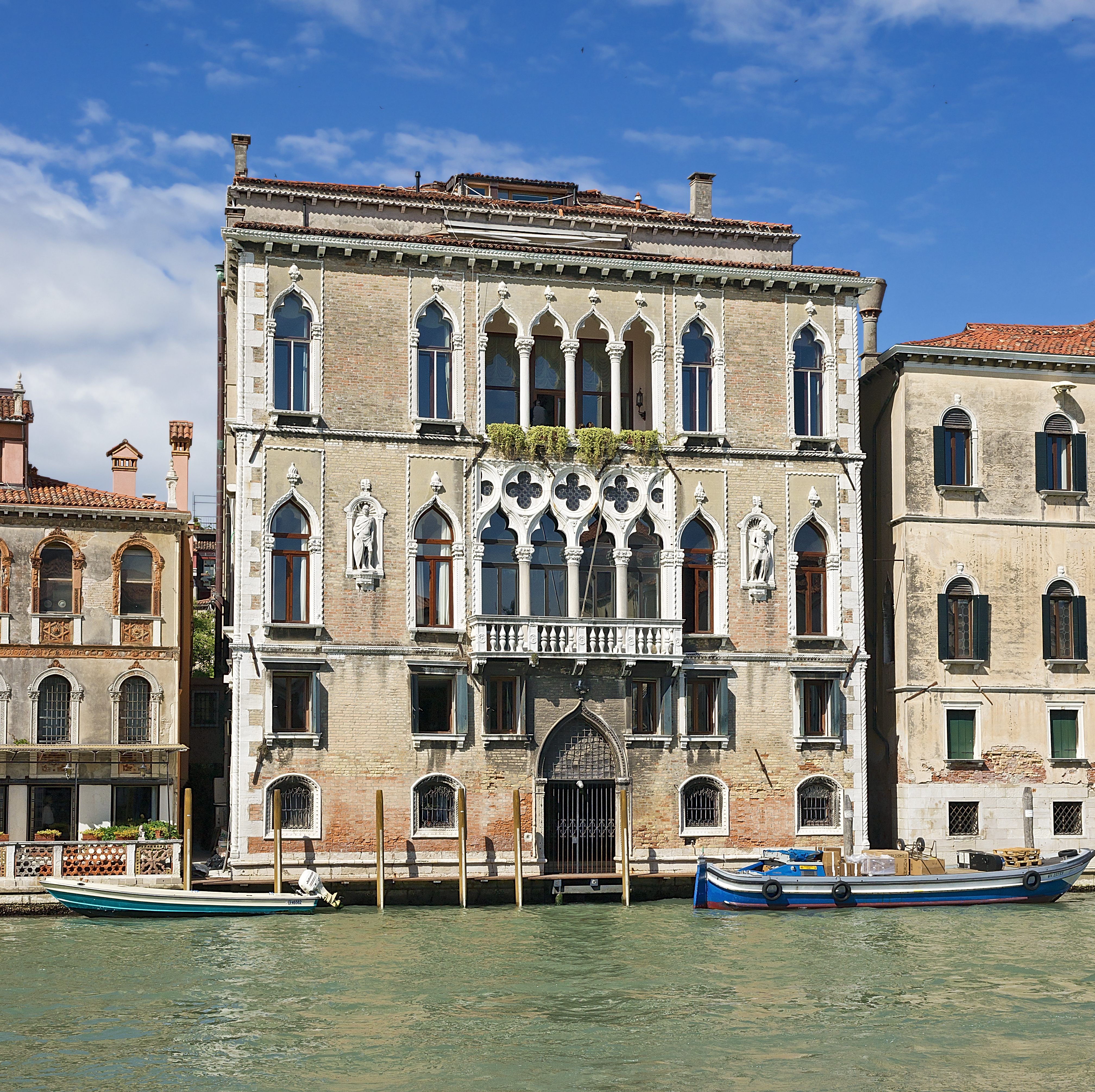
Le palais Loredan dell'Ambasciatore
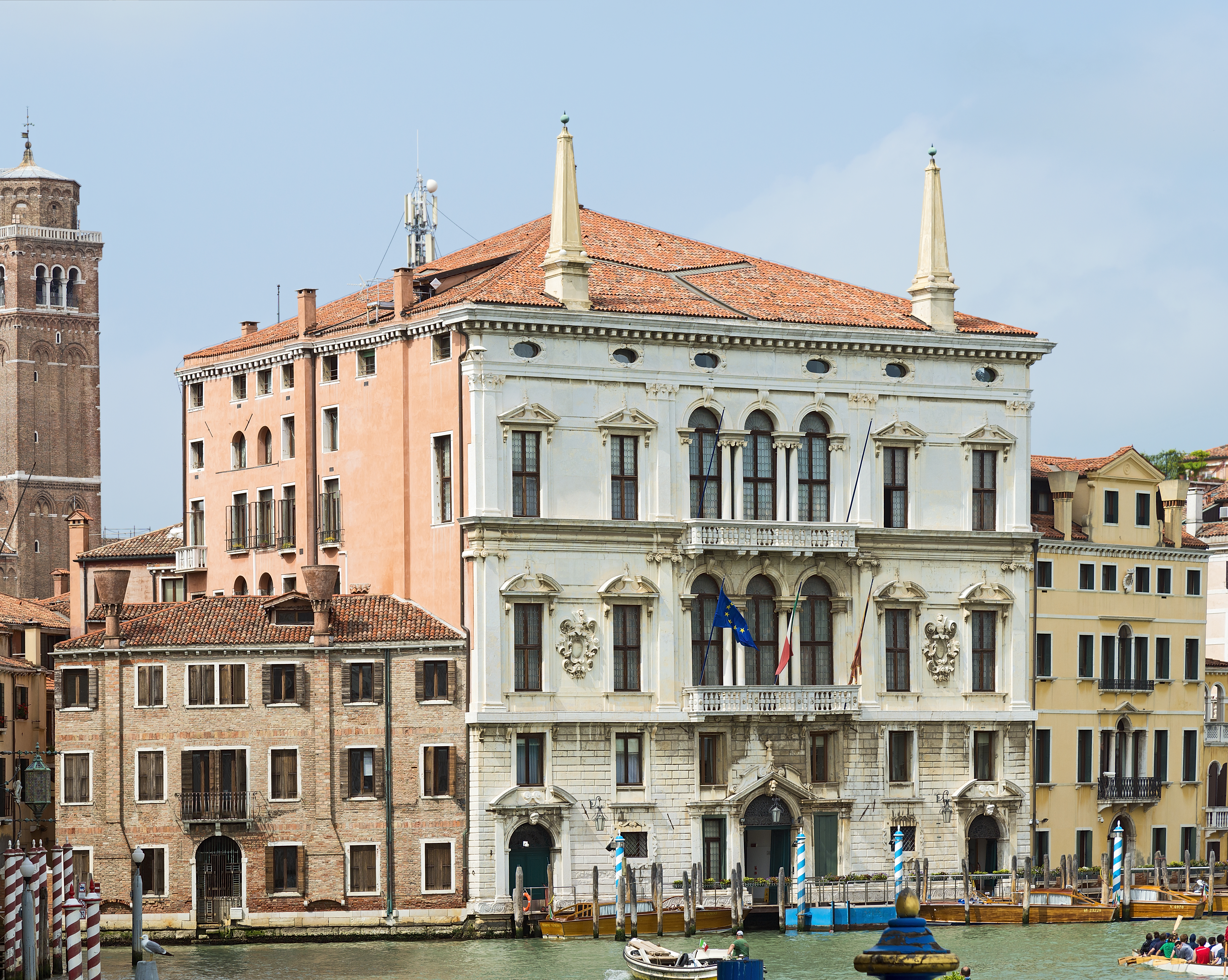
Le Ca' Masieri.
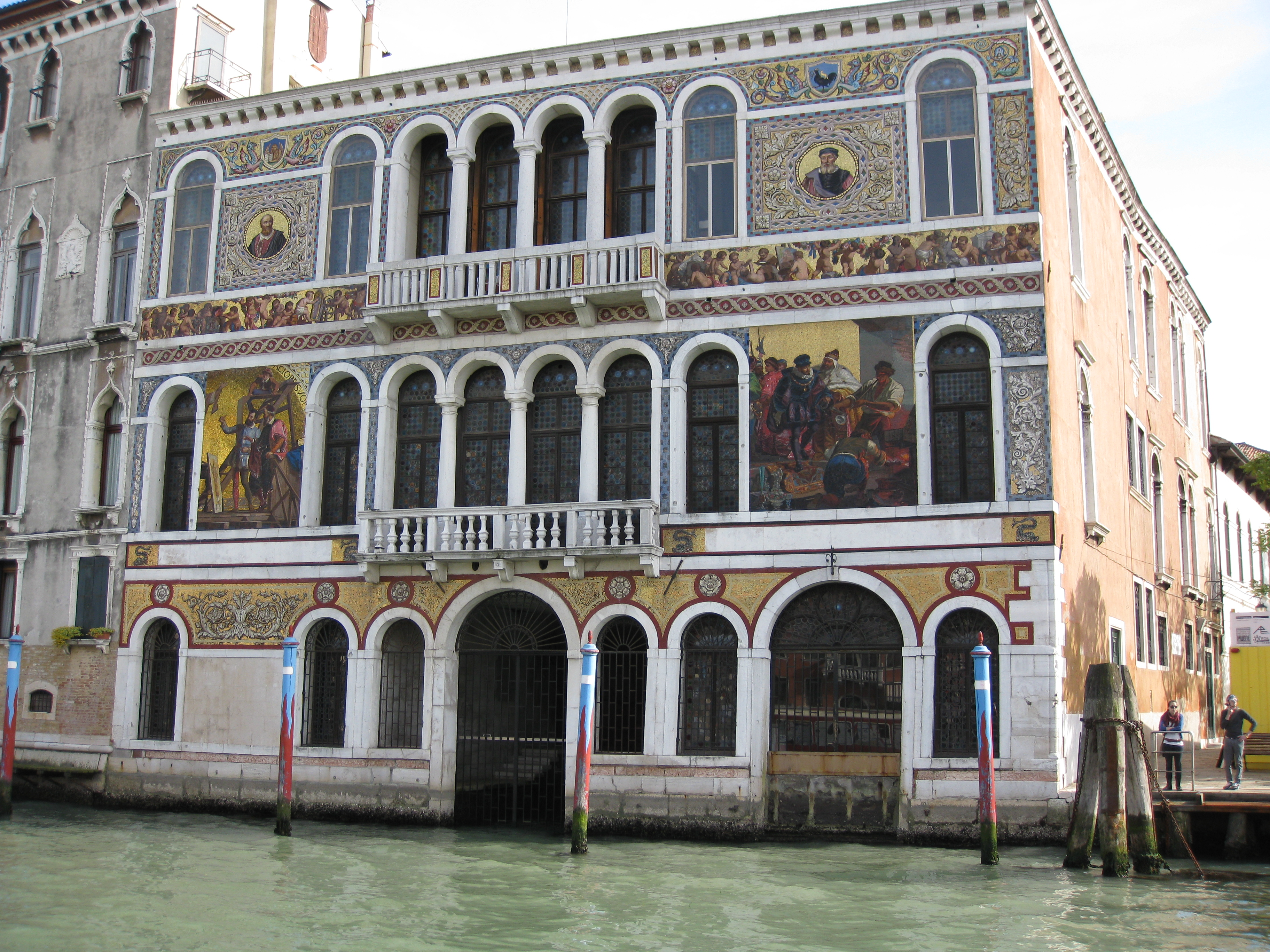
Le palais Barbarigo
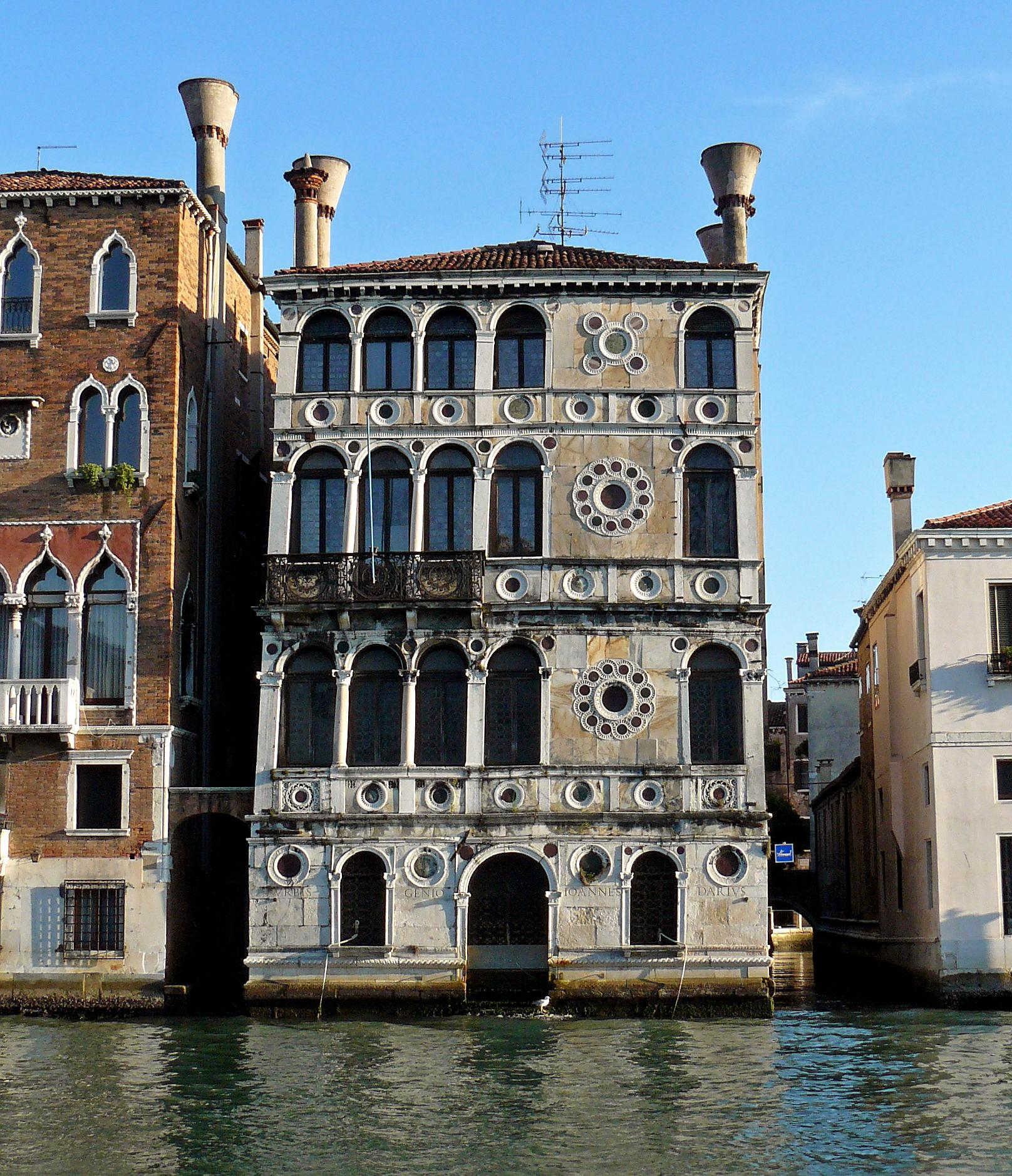
La Ca' Dario
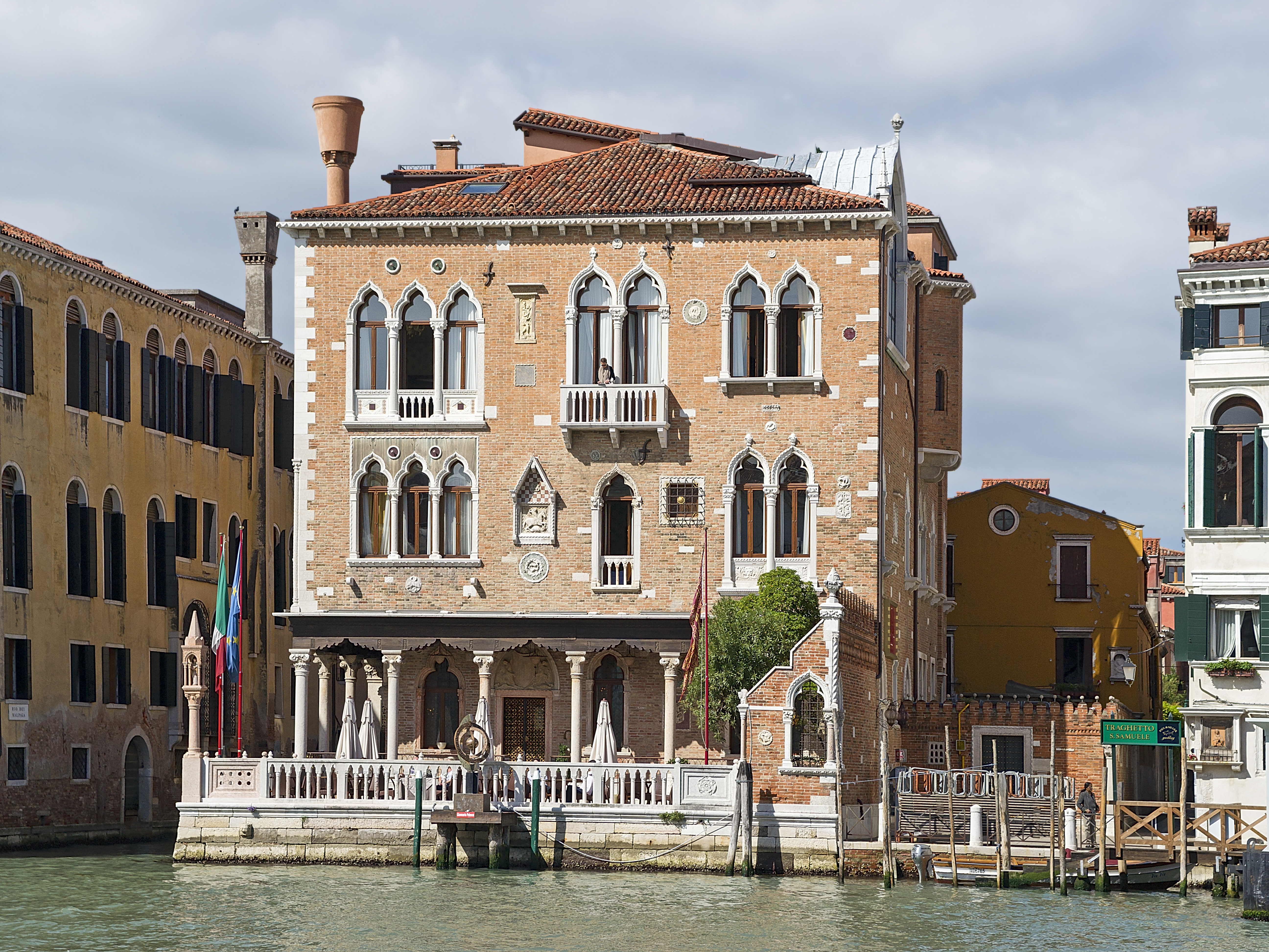
Le palazzetto Stern.

## Musées et curiosités
Le musée le plus important est bien sûr la Galerie de l'Académie en face du pont du même nom. La Scuola Grande dei Carmini contient notamment un cycle de peintures de Giambattista Tiepolo. Entre l'Académie et la Salute, le musée Peggy Guggenheim expose des œuvres contemporaines dans le Palais Venier dei Leoni.
Il convient de citer enfin le squero de San Trovaso, où l'on peut voir un atelier de construction de gondoles.

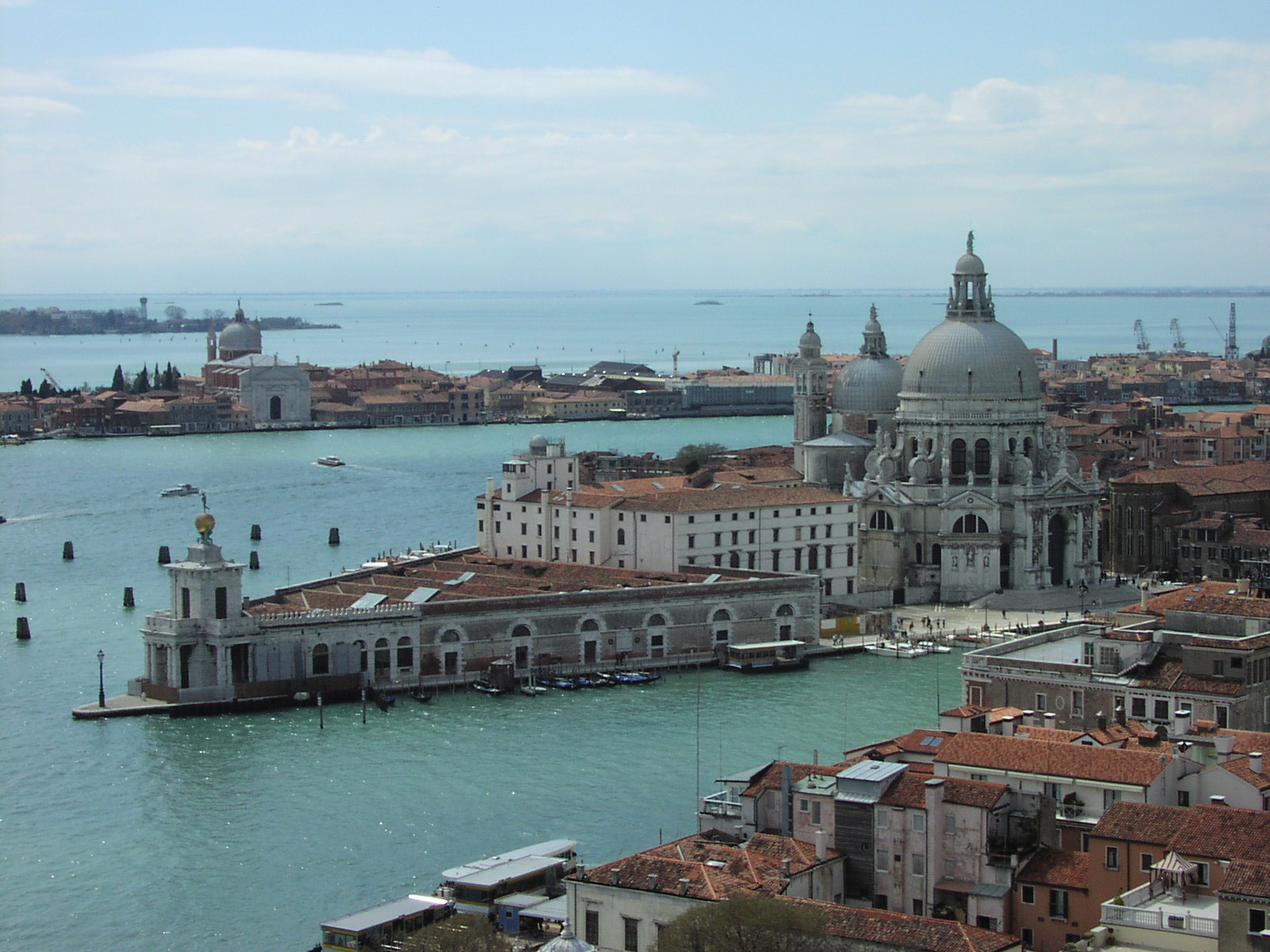
La Punta della Dogana avec la Douane de mer, la Salute et la Giudecca.
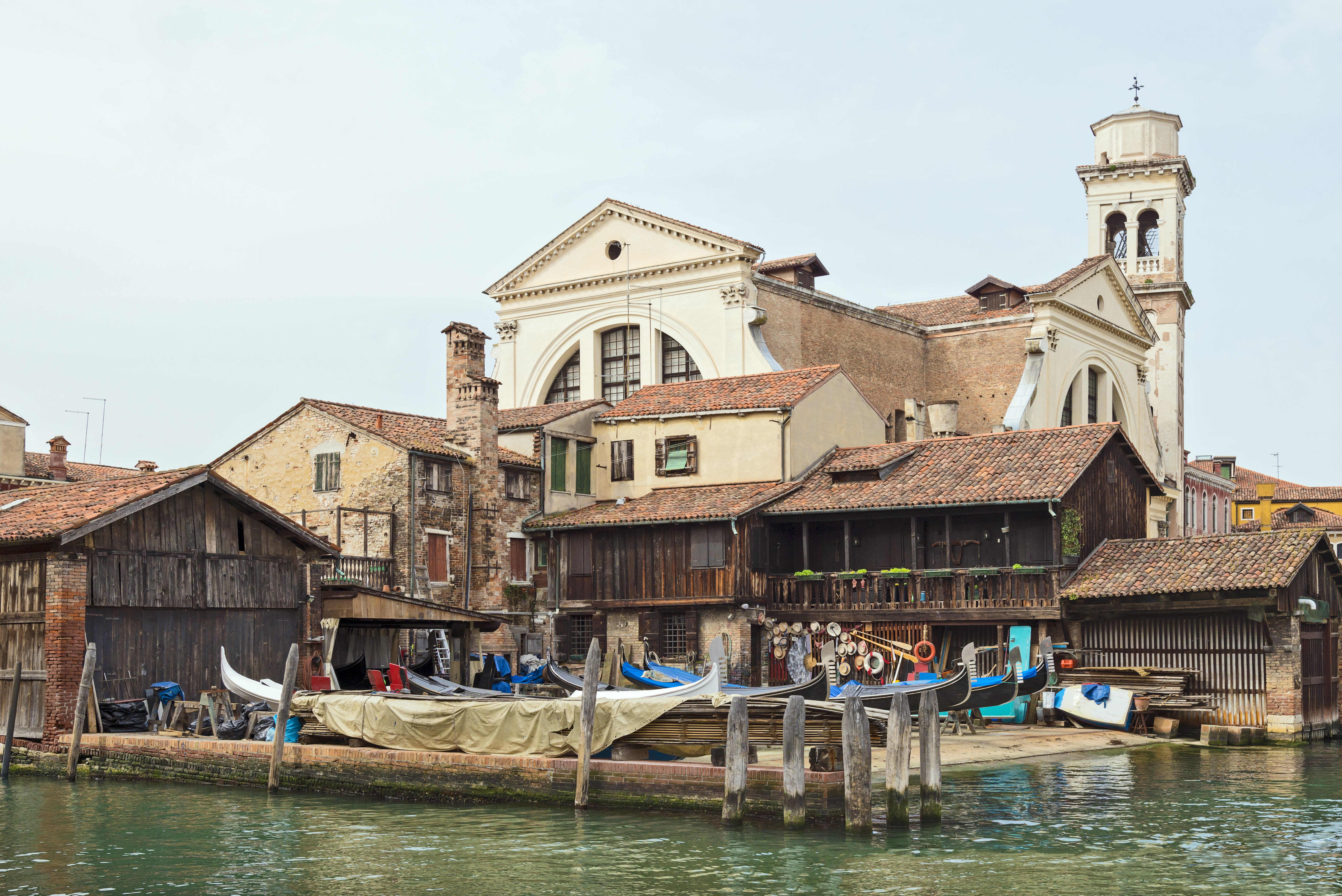
Le squero de San Trovaso.
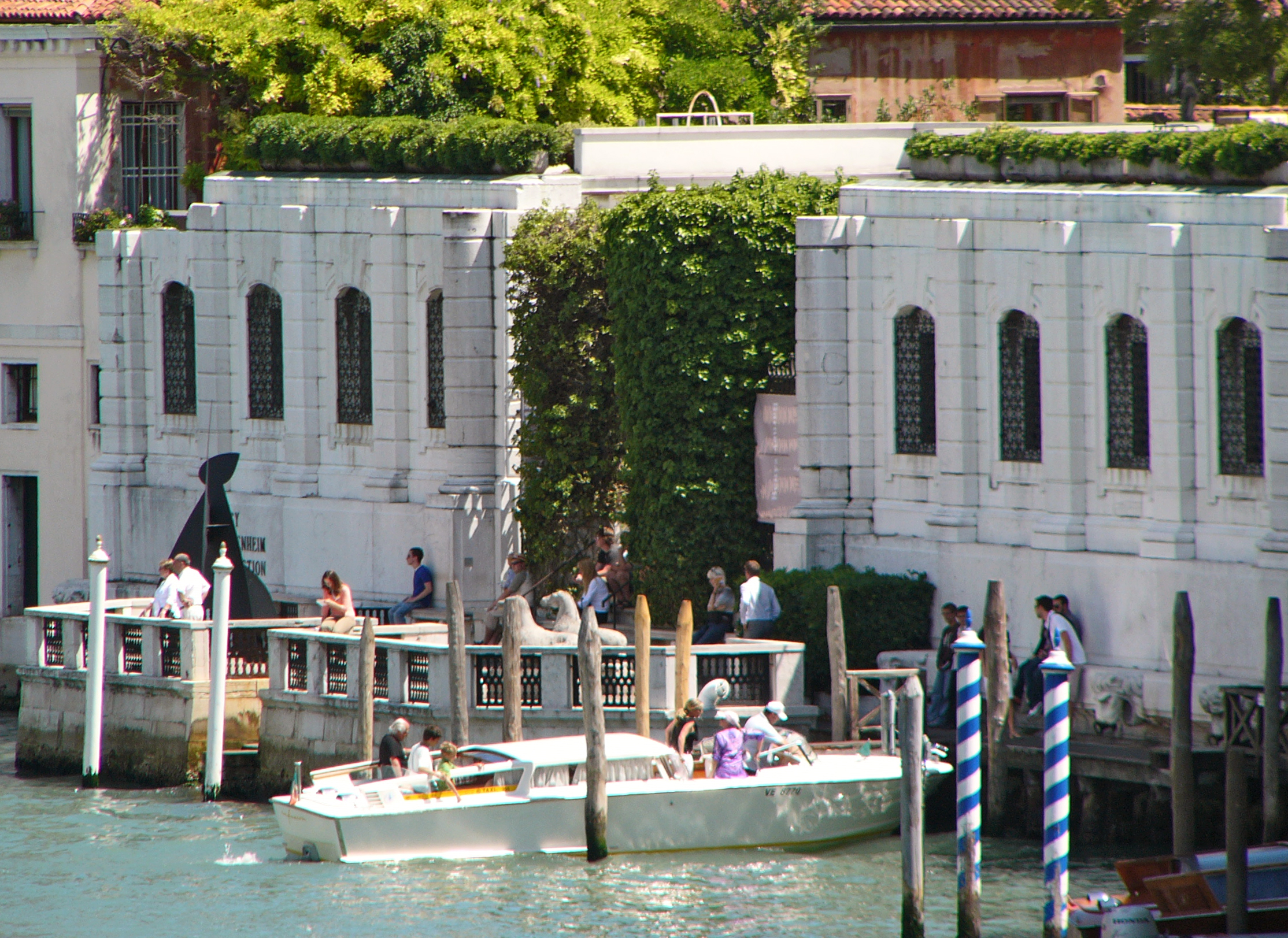
Le musée Guggenheim.
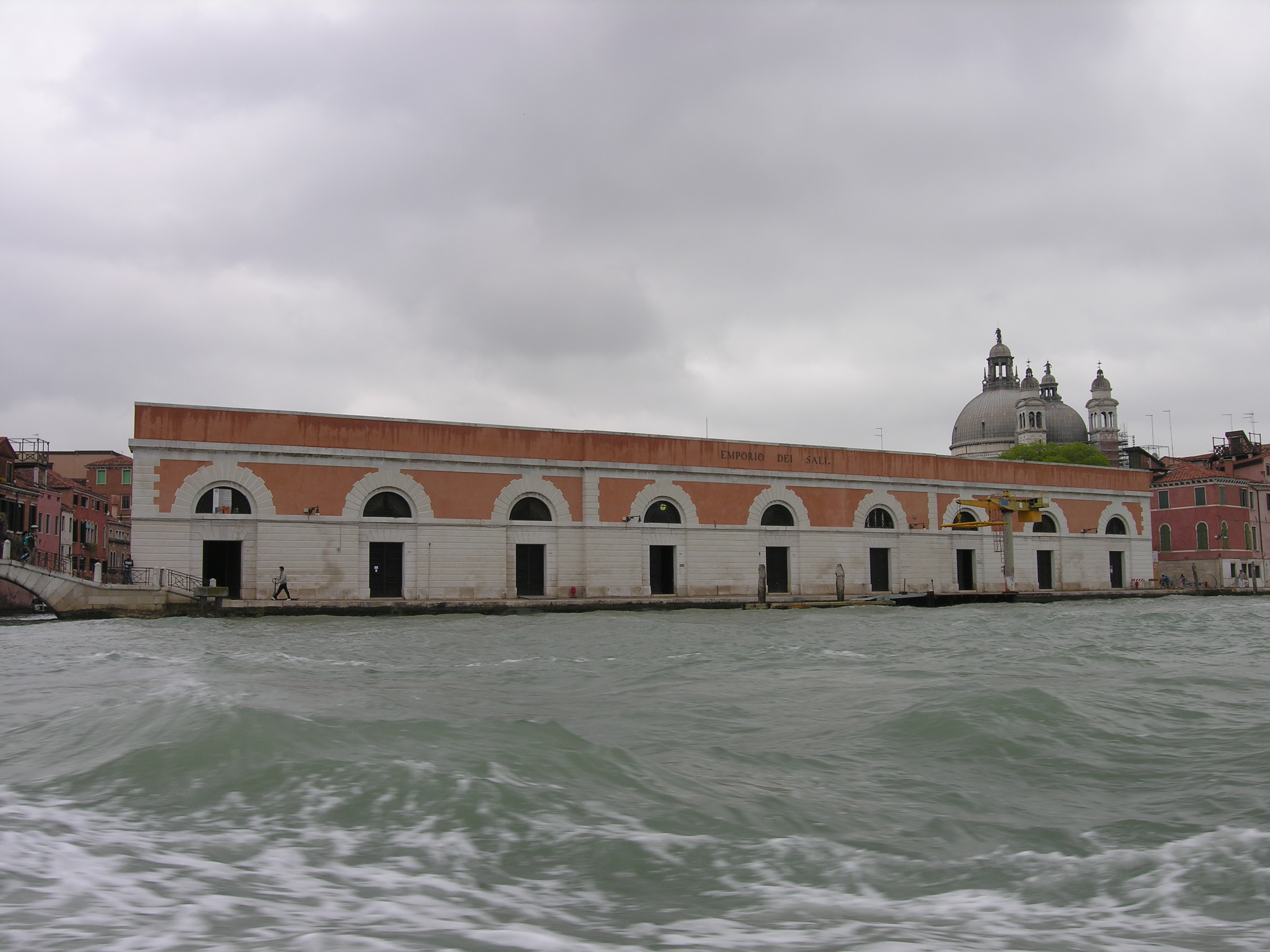
Les magasins de sel
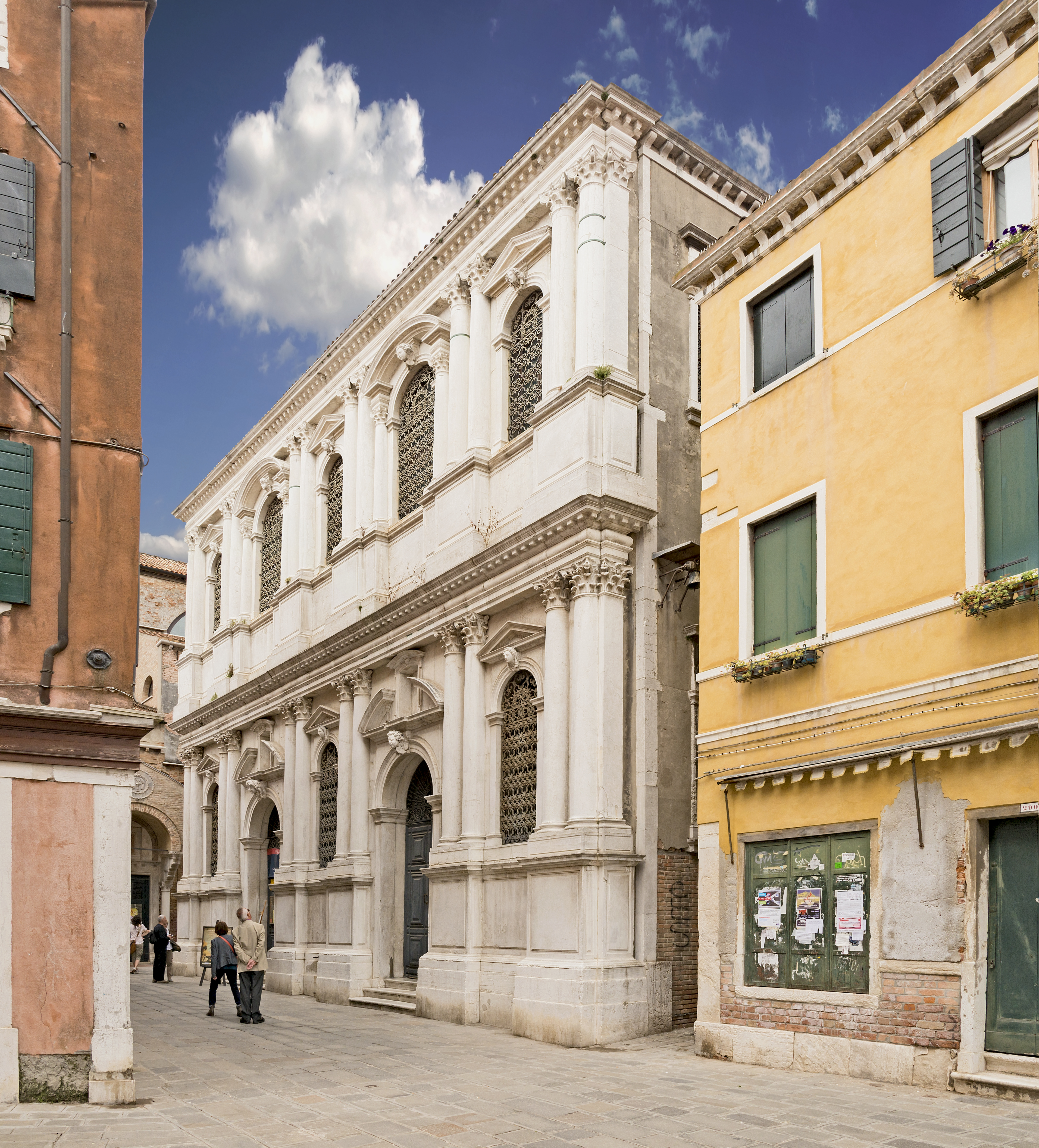
La Scuola Grande dei Carmini.
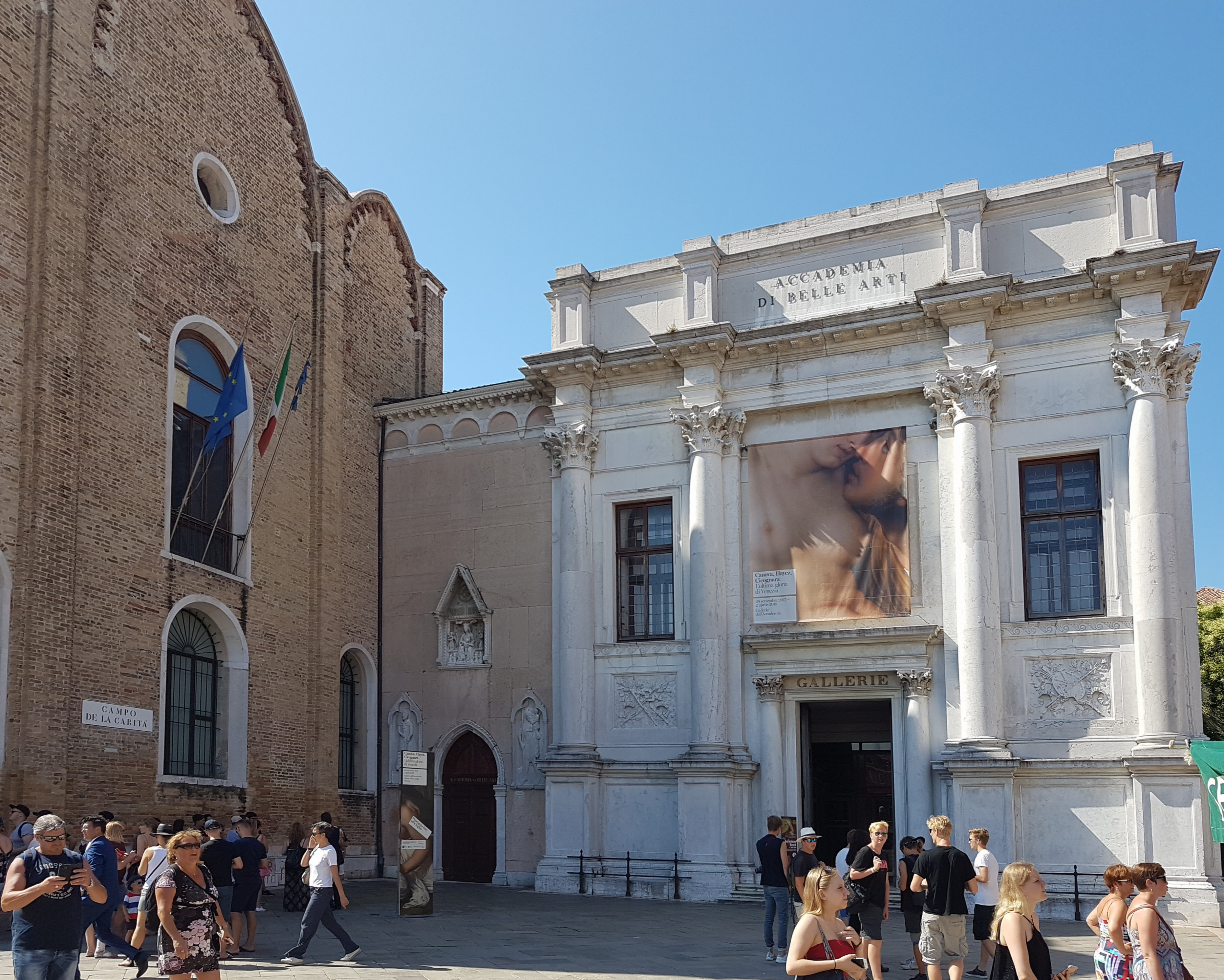
Galleria dell'Accademia et ancienne église Carità
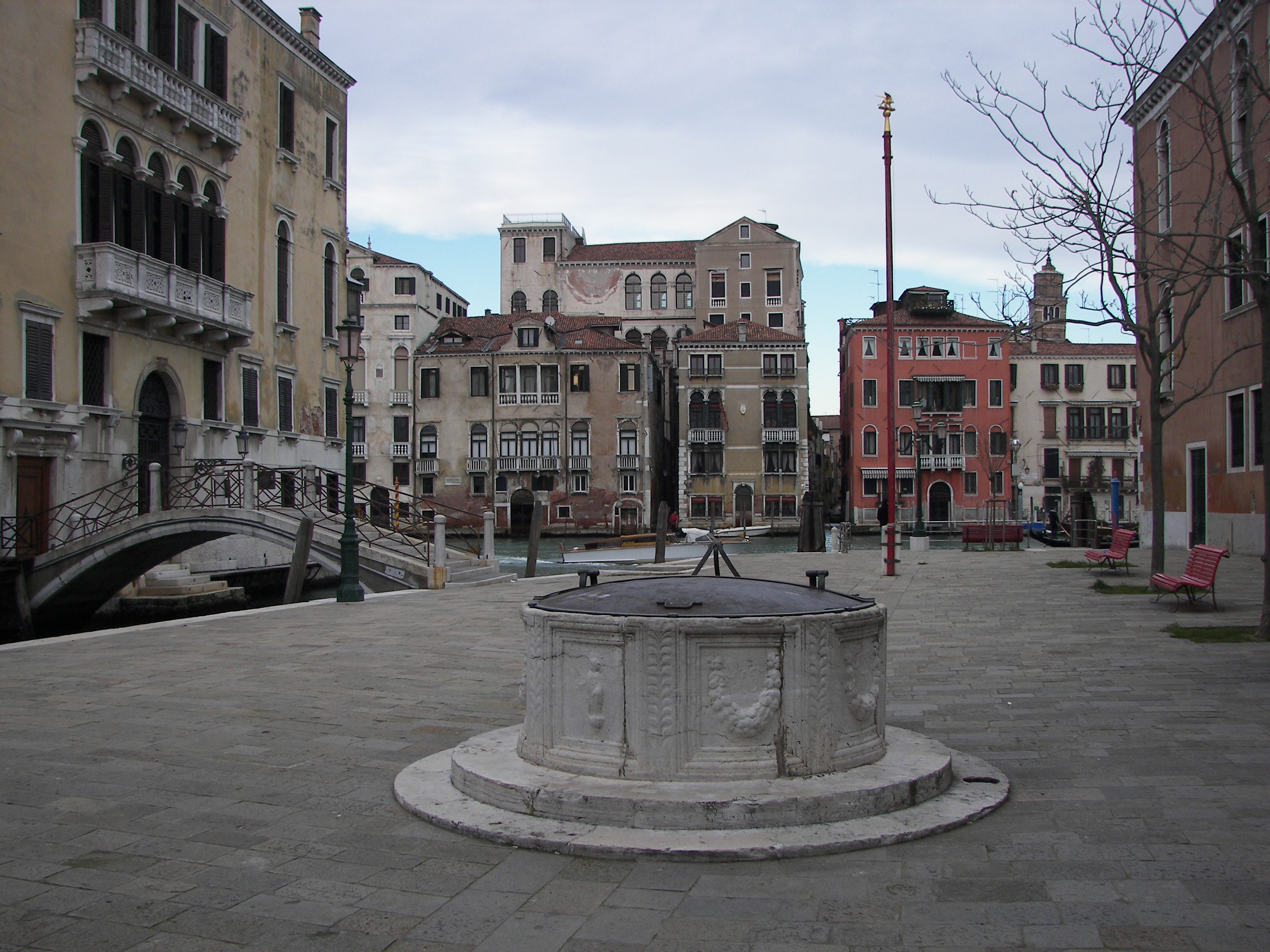
Campo San Vio